# 洛杉磯國王
洛杉磯國王隊（英語：Los Angeles Kings）是位於美國洛杉磯的國家冰球聯盟隊伍，隸屬於西部聯盟太平洋分區。
於1967年，洛杉磯國王隊成立。在1988年，球隊換入當時極負盛名的球星韋恩·格雷茲基；格雷茲基帶領球隊不斷創出佳績，並於1992-1993賽季打進史丹利盃決賽，無奈最終給當時的滿地可加拿大人隊打敗。其後，球隊成績直線下沉，在往後的12個賽季中只有4次打進季後賽。
洛杉矶国王队夺得了2011-2012賽季和2013-2014賽季的斯坦利杯。